# Customspool
Een customspool is een kegelvormige dunne naaf die bij choppers (motorfietsen) wordt toegepast. Echte chopperbouwers laten de voorrem het liefst weg zodat het voorwiel zo kaal (ouderwets) mogelijk oogt.